# Robert Hedin
Robert Hedin, né le 2 février 1966 à Ystad, est un joueur puis entraineur international suédois de handball. Il a notamment participé aux Jeux olympiques de 1992 (6 buts en 2 matchs) et aux Jeux olympiques de 1996 (16 buts en 6 matchs), remportant la médaille d'argent à chaque fois avec la Suède.
Il a également remporté la médaille d'or au Championnat d'Europe 1994 et, avec son frère cadet Tony (de), la médaille de bronze au Mondial 1993 .

## Palmarès de joueur

### équipe de Suède
- Jeux olympiques
  -  Médaille d'argent aux Jeux olympiques de 1992
  -  Médaille d'argent aux Jeux olympiques de 1996
- Championnats du monde
  -  Médaille de bronze au Championnat du monde 1993
- Championnats d'Europe
  -  Médaille d'or au Championnat d'Europe 1994

## Palmarès d'entraîneur
- Vainqueur de la Coupe du Danemark  (1) : 2012
- Deuxième du Championnat d'Autriche (2) : 2015 et 2016
- Finaliste de la Coupe d'Autriche (1) : 2015